# Список населённых пунктов Мариинско-Посадского района Чувашии
Мариинско-Посадский район Чувашии включает в себя следующие населённые пункты:
Аксаринское сельское поселение Офиц.сайт
| № | Населённый пункт | Тип населённого пункта          | Население |
| - | ---------------- | ------------------------------- | --------- |
| 1 | Аксарино         | деревня, административный центр | ↗619      |
| 2 | Мертень          | деревня                         | ↗15       |
| 3 | Нижеры           | деревня                         | ↘44       |
| 4 | Сятракасы        | деревня                         | ↗289      |
| 5 | Тузи             | деревня                         | ↗25       |
| 6 | Щамалы           | деревня                         | ↘51       |

Бичуринское сельское поселение Офиц.сайт
| № | Населённый пункт | Тип населённого пункта       | Население |
| - | ---------------- | ---------------------------- | --------- |
| 1 | Бичурино         | село, административный центр | ↗535      |
| 2 | Второе Чурашево  | деревня                      | ↗139      |
| 3 | Итяково          | деревня                      | ↗101      |
| 4 | Сюндюково        | деревня                      | ↗436      |
| 5 | Чинеры           | деревня                      | ↘16       |

Большешигаевское сельское поселение Офиц.сайт
| № | Населённый пункт   | Тип населённого пункта          | Население |
| - | ------------------ | ------------------------------- | --------- |
| 1 | Арзаматово         | деревня                         | ↗202      |
| 2 | Большое Шигаево    | деревня, административный центр | ↗550      |
| 3 | Большое Яндуганово | деревня                         | ↗152      |
| 4 | Малое Шигаево      | деревня                         | ↘154      |
| 5 | Малое Яндуганово   | деревня                         | ↗91       |
| 6 | Сотниково          | село                            | ↗547      |

Карабашское сельское поселение Офиц.сайт
| № | Населённый пункт | Тип населённого пункта          | Население |
| - | ---------------- | ------------------------------- | --------- |
| 1 | Карабаши         | деревня, административный центр | ↗503      |
| 2 | Малый Карабашок  | деревня                         | ↗84       |

Кугеевское сельское поселение Офиц.сайт
| № | Населённый пункт | Тип населённого пункта          | Население |
| - | ---------------- | ------------------------------- | --------- |
| 1 | Вторые Чекуры    | деревня                         | ↗43       |
| 2 | Кугеево          | деревня, административный центр | ↗470      |
| 3 | Кужмары          | деревня                         | ↗33       |
| 4 | Новое Байгулово  | деревня                         | ↗158      |
| 5 | Сатышево         | деревня                         | ↗74       |
| 6 | Шанары           | деревня                         | ↗237      |

Мариинско-Посадское городское поселение Офиц.сайт
| № | Населённый пункт | Тип населённого пункта        | Население |
| - | ---------------- | ----------------------------- | --------- |
| 1 | Мариинский Посад | город, административный центр | ↘7851     |

Октябрьское сельское поселение Офиц.сайт
| № | Населённый пункт | Тип населённого пункта       | Население |
| - | ---------------- | ---------------------------- | --------- |
| 1 | Акшики           | деревня                      | ↗162      |
| 2 | Большое Аккозино | деревня                      | ↗255      |
| 3 | Истереккасы      | деревня                      | ↗114      |
| 4 | Октябрьское      | село, административный центр | ↗937      |
| 5 | Передние Бокаши  | деревня                      | ↗218      |
| 6 | Старое Тогаево   | деревня                      | ↗136      |
| 7 | Хорнъялы         | деревня                      | ↗76       |

Первочурашевское сельское поселение Офиц.сайт
| №  | Населённый пункт  | Тип населённого пункта       | Население |
| -- | ----------------- | ---------------------------- | --------- |
| 1  | Алмандаево        | деревня                      | ↗74       |
| 2  | Верхние Ирх-Сирмы | деревня                      | ↘36       |
| 3  | Вороново          | деревня                      | →2        |
| 4  | Вурман-Кошки      | деревня                      | →89       |
| 5  | Ибраялы           | деревня                      | ↗82       |
| 6  | Ирх-Сирмы-Кошки   | деревня                      | ↗103      |
| 7  | Ирх-Сирмы-Ронги   | деревня                      | ↗69       |
| 8  | Караньялы         | деревня                      | ↘359      |
| 9  | Мижули            | деревня                      | ↗301      |
| 10 | Нижние Ирх-Сирмы  | деревня                      | ↘32       |
| 11 | Первое Чурашево   | село, административный центр | ↗561      |
| 12 | Синьял-Ирх-Сирмы  | деревня                      | ↗93       |
| 13 | Чиршкасы          | деревня                      | ↗158      |
| 14 | Этнескеры         | деревня                      | ↗65       |

Приволжское сельское поселение Офиц.сайт
| №  | Населённый пункт | Тип населённого пункта          | Население |
| -- | ---------------- | ------------------------------- | --------- |
| 1  | Амачкино         | деревня                         | →25       |
| 2  | Астакасы         | деревня                         | →290      |
| 3  | Водолеево        | деревня                         | →14       |
| 4  | Демешкино        | деревня                         | →6        |
| 5  | Дубовка          | деревня                         | →330      |
| 6  | Кушниково        | село                            | →111      |
| 7  | Нерядово         | деревня, административный центр | →52       |
| 8  | Новое Кушниково  | деревня                         | →33       |
| 9  | Пущино           | деревня                         | →15       |
| 10 | Тинсарино        | деревня                         | →214      |
| 11 | Ураково          | деревня                         | →70       |
| 12 | Шульгино         | деревня                         | →66       |

Сутчевское сельское поселение Офиц.сайт
| № | Населённый пункт   | Тип населённого пункта          | Население |
| - | ------------------ | ------------------------------- | --------- |
| 1 | Большое Маклашкино | деревня                         | ↗179      |
| 2 | Малое Маклашкино   | деревня                         | ↗147      |
| 3 | Сутчево            | деревня, административный центр | ↗515      |
| 4 | Юрьевка            | деревня                         | ↗32       |
| 5 | Ящерино            | деревня                         | ↗369      |

Шоршелское сельское поселение Офиц.сайт
| № | Населённый пункт | Тип населённого пункта       | Население |
| - | ---------------- | ---------------------------- | --------- |
| 1 | Анаткасы         | деревня                      | ↗100      |
| 2 | Большое Камаево  | деревня                      | ↗273      |
| 3 | Ельниково        | деревня                      | ↗202      |
| 4 | Кочино           | деревня                      | ↗114      |
| 5 | Малое Камаево    | деревня                      | ↗313      |
| 6 | Шоршелы          | село, административный центр | ↗995      |

Эльбарусовское сельское поселение Офиц.сайт
| № | Населённый пункт | Тип населённого пункта          | Население |
| - | ---------------- | ------------------------------- | --------- |
| 1 | Вурманкасы       | деревня                         | ↗320      |
| 2 | Ильменькасы      | деревня                         | ↗68       |
| 3 | Первые Синьялы   | деревня                         | ↗123      |
| 4 | Средние Бокаши   | деревня                         | ↗150      |
| 5 | Тогаево          | село                            | ↗293      |
| 6 | Ускасы           | деревня                         | ↗168      |
| 7 | Эльбарусово      | деревня, административный центр | ↗860      |